# Xian de Yonghe
Le xian de Yonghe (永和县 ; pinyin : Yǒnghé Xiàn) est un district administratif de la province du Shanxi en Chine. Il est placé sous la juridiction de la ville-préfecture de Linfen.

## Démographie
La population du district était de 61 745 habitants en 1999.